# Talkfest
O Talkfest é um Fórum sobre o futuro dos festivais de música em Portugal que promove anualmente a discussão/ reflexão sobre o estado da arte dos festivais de música.
Teve a sua primeira edição em 2012 e é atualmente já uma referência no que à indústria da música diz respeito.
Em 2015, o Talkfest regressa de 4 a 6 de março, no ISEG - Instituto Superior de Economia e Gestão e Musicbox em Lisboa e para além das temáticas mais diretamente relacionadas com os festivais de música em Portugal conta também com uma forte presença internacional, aumentando assim a presença de key speakers internacionais que partilharão uma perspetiva mais global da indústria.
1. ↑  [www.talkfest.eu «Talkfest, Site oficial»] Verifique valor |URL= (ajuda)